# Oberheim

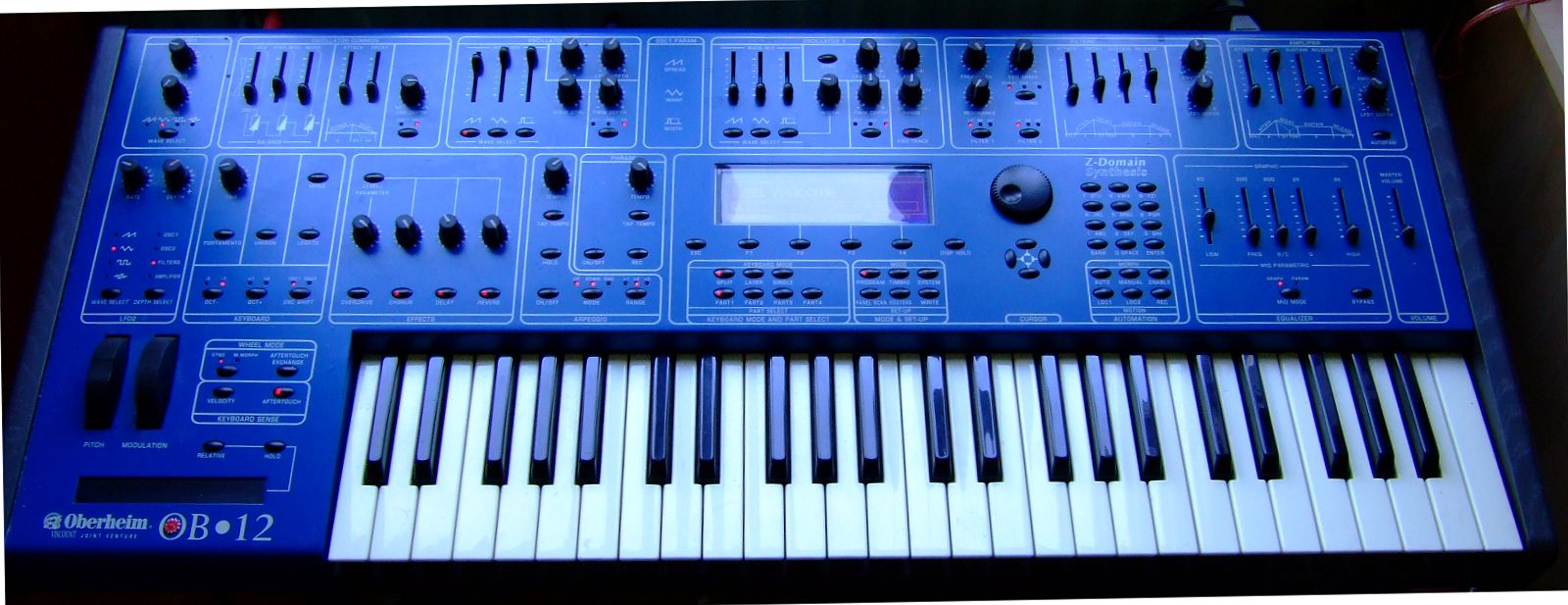
Oberheim OB12

Oberheim Electronics és una companyia d'origen estatunidenc, especialitzada en la construcció d'instruments musicals electrònics.
Fundada per Tom Oberheim el 1970, la companyia fabricava als seus inicis accessoris addicionals (com unitats d'efectes), fins que el 1973 llançaren el primer seqüenciador digital, l'Oberheim DS-2, o el SEM, un sintetitzador sense teclat que es podia connectar a models com el Minimoog o l'ARP Odyssey. Quatre anys després llançaren al mercat el primer sintetitzador monofònic programable, l'Oberheim OB-1, que a més incloïa memòria per emmagatzemar vuit sons.
El seu següent producte ja fou un sintetitzador polifònic, l'Oberheim OB-X, que aparegué el 1979; tot i que no tingué tant d'èxit com el Prophet 5, constituí la base del disseny de models més populars i més complets, com l'Oberheim OBX-a o l'Oberheim OB-8, apareguts els anys 1981 i 1983. L'OBX-a fou àmpliament utilitzat, fins i tot per grups de rock, com Van Halen al seu disc 1984 (un dels seus temes més coneguts, "Jump", s'obre amb una melodia de sintetitzador tocada justament amb un OBX-a). També entraren al mercat de les caixes de ritmes amb un model, l'Oberheim DMX, que aviat guanyà adeptes a l'escena hip-hop i entre diversos grups de synthpop, com New Order (al tema "Blue Monday").
Poc abans de l'aparició del MIDI, Oberheim intentà implantar un sistema propi, l’Oberheim Parallel Bus, inclòs al seu seqüenciador Oberheim DSX, amb què es podien controlar diversos sintetitzadors de la marca; però el llançament del MIDI impossibilità que Oberheim pogués universalitzar el seu sistema.
El 1986, després d'un període de crisi que afectà molts fabricants de sintetitzadors analògics (motivats per l'apogeu dels samplers i del sintetitzador digital Yamaha DX-7), Oberheim fou venuda al fabricant de guitarres Gibson Guitar Corporation i canvià el seu nom per EEC Oberheim; un dels models que aparegué fou l'Oberheim OB-Xm, dissenyat en col·laboració amb Don Buchla. Però ja abans Tom Oberheim havia sortit de la companyia, per fundar Marion Systems i la seva empresa actual, SeaSound.
El 1997 Oberheim tornà a canviar de propietaris; en l'actualitat Oberheim pertany al fabricant italià d'orgues Viscount. Un dels últims models d'Oberheim és el sintetitzador de modelat analògic Oberheim OB-12 (2000).